# Frans Vrolijk
Frans Vrolijk, pseudoniem van Jan Versteeg (Rotterdam, 20 november 1924 – aldaar, 28 maart 1999) was een Nederlands acteur en humorist.
Vrolijk maakte op 5 september 1942 zijn radiodebuut in een cabaretprogramma samengesteld door Wim Ibo. Kort daarna werd hij opgepakt bij de razzia en naar Duitsland getransporteerd, waar hij tot de bevrijding moest werken op een accu-fabriek. In augustus 1945 ging hij van start met zijn eigen cabaretgezelschap "De Vrije Nederlanders".
Vrolijk werd bij de AVRO ingezet bij de Bonte dinsdagavondtreinen en werd daarna bekend door zijn conferences en zijn Lou Bandy-act in de jaren zestig en zeventig. Hij trad jarenlang op als komiek en toneelspeler in Mountiesshows met Piet Bambergen en René van Vooren en zangeres Gonnie Baars. Verder werkte hij samen met vele artiesten in diverse revues en shows, zoals het duo Snip en Snap (Willy Walden en Piet Muijselaar), Lou Bandy, Bob Scholte, Willy Vervoort, Johnny Jordaan en Carry Tefsen. Hij speelde rollen in het Volkstheater van Beppie Nooy.
Vrolijk is eigenlijk de ontdekker van Henk Elsink. Vrolijk bezorgde hem een baantje bij Tom Manders destijds (1956). Op latere leeftijd begeleidde en coachte hij André van Duin op diens weg om een succesvolle komiek te worden. In 1982 had hij een bijrol in De Huilende Professor van het populaire kinderduo Bassie en Adriaan. In de jaren tachtig en negentig had hij nog enkele andere bijrollen op televisie zoals in Man alleen in 1981, in 1992 als de vader van Sjaan in Vreemde praktijken en 1993 als schipper in de serie Oppassen!!!. In het voorjaar van 1997 en in 1998 speelde hij een gastrol in de komedie Het Zonnetje in Huis.
Vrolijk overleed na een lang ziekbed.